# 四和音

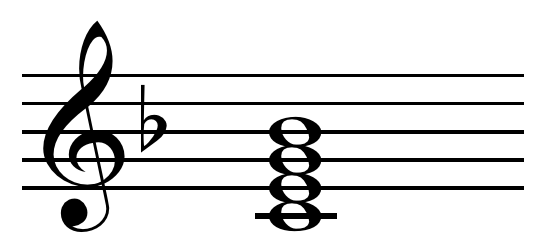
属七の和音 on C: C^{7}.

四和音（しわおん、よんわおん、英: tetrad、テトラッド）とは、4つのピッチクラスの楽音からなる和音である。狭義には、根音、第3音、第5音、第6音 / 第7音の4つの音からなる和音のことをいう（広義には、4つのピッチクラスの楽音からなっているものは、どんな和音でも四和音と呼ぶこともある）。

## 四和音の種類
最も一般的には、以下に示すような和音のことを四和音という。
| 和音の名称   | 和音の名称                     | 根音 | 第3音  | 第5音    | 第6音  | 第7音  |
| 七の和音     | 属七の和音                     | 根音 | 長三度 | 完全五度 |        | 短七度 |
| 七の和音     | 短七の和音                     | 根音 | 短三度 | 完全五度 |        | 短七度 |
| 七の和音     | 長七の和音                     | 根音 | 長三度 | 完全五度 |        | 長七度 |
| 七の和音     | 減七の和音                     | 根音 | 短三度 | 減五度   |        | 減七度 |
| 七の和音     | 減五短七の和音                 | 根音 | 短三度 | 減五度   |        | 短七度 |
| 七の和音     | 短三長七の和音                 | 根音 | 短三度 | 完全五度 |        | 長七度 |
| 七の和音     | 増七の和音                     | 根音 | 長三度 | 増五度   |        | 長七度 |
| 付加六の和音 | メイジャー・シックスス・コード | 根音 | 長三度 | 完全五度 | 長六度 |        |
| 付加六の和音 | マイナー・シックスス・コード   | 根音 | 短三度 | 完全五度 | 長六度 |        |